# UTC+0:30
UTC+0:30 — позначення для відмінних від UTC часових зон на + 30 хвилин. Іноді також вживається поняття «часовий пояс UTC+0:30». Такий час використовувався Британським королівським двором з часів Едварда VII до 1936 року і був відомий як Сандрінгемський час англ. Sandringham time. Також час UTC+0:30 використовувався у Швейцарії (Бернський час, англ. Bernese Time) з 11 вересня 1848 до прийняття Центральноєвропейського часу 1 червня 1894. Проте точне значення Бернського часу становило UTC+0:29:44

## Використання
Зараз не використовується

## Історія використання
Час UTC+0:30 використовувався:

### Як стандартний час
- Велика Британія (Сандригемський час. 1901—1936)
- Швейцарія (1848—1894)

### Як літній час
Ніде не використовувався